# Derecho de autodeterminación

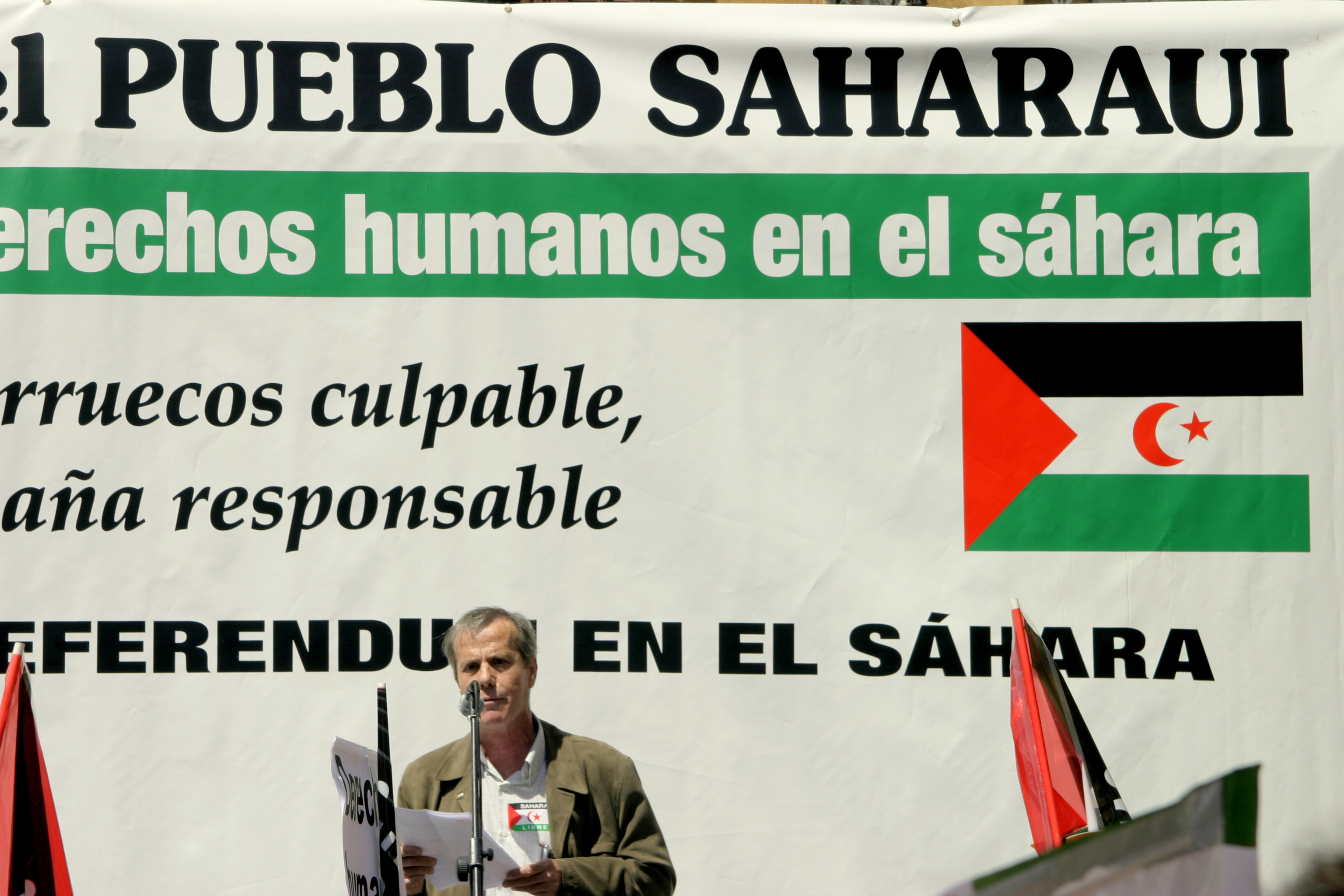
Concentración en Madrid a favor del derecho a la autodeterminación del Sahara Occidental.

El derecho de libre determinación de los pueblos, más conocido como derecho de autodeterminación, es el derecho de un pueblo a decidir sus propias formas de gobierno, perseguir su desarrollo económico, social y cultural, y estructurarse libremente, sin injerencias externas y de acuerdo con el principio de equidad. La libre determinación está recogida en los Pactos Internacionales de Derechos Humanos, aunque no en la Declaración Universal de los Derechos Humanos. También numerosas resoluciones de la Asamblea General de la ONU hacen referencia a este principio y lo desarrollan: por ejemplo, las resoluciones 1514 (XVI) o 1541 (XVI), relativas al derecho de autodeterminación de los pueblos coloniales. Es un principio fundamental del Derecho internacional público y un derecho de los pueblos, que tiene carácter inalienable y genera obligaciones erga omnes para los Estados. Incluso, de acuerdo con muchos autores, la libre determinación ha devenido norma de ius cogens. La ONU afirma que este derecho solo se puede aplicar a territorios sin autogobierno y que tengan motivos históricos.[cita requerida]
El concepto de libre determinación tiene una gran fuerza y un carácter especialmente polémico. El Comité de Derechos Humanos ha puesto de manifiesto su naturaleza fundamental al señalar que es requisito necesario para la plena efectividad de los derechos humanos individuales. Pero su mención en el discurso político contemporáneo puede levantar temores de desestabilización, incluso violenta; también se ha asociado con posiciones políticas extremistas y chovinismos étnicos. La Revolución francesa se considera un paradigma básico de cómo el pueblo derrocó a la monarquía y a la aristocracia en el poder, y estableció un régimen republicano donde el pueblo se gobernaría a sí mismo.
Esta multiplicidad de sentidos se deriva de que la libre determinación está estrechamente ligada al término «pueblos», término que es a su vez problemático y que no ofrece un único significado. Por el contrario, tanto la doctrina como los Estados u otros agentes internacionales han tratado de hacer valer sus respectivas concepciones. A partir de 1960, la definición de los pueblos coloniales como sujetos de la libre determinación supuso un impulso esencial para la descolonización y colaboró en una auténtica universalización de la sociedad internacional. Una concepción mayoritariamente occidental considera también «pueblo» al conjunto de habitantes de un Estado unitariamente considerado, mientras que diversas minorías nacionales o pueblos indígenas dentro de Estados se han autodefinido como pueblos. Sus reivindicaciones ponen de manifiesto la tensión y los conflictos que existen entre el derecho de libre determinación de los pueblos y la integridad territorial de los Estados.
Por otra parte, el derecho de autodeterminación no se articula exclusivamente con la fórmula de la independencia, sino que tal como aseguró la Comisión Africana de Derechos Humanos y de los Pueblos puede articularse en "independencia, autogobierno, gobierno local, federalismo, confederalismo, unitarismo o cualquier otra forma de relación conforme a las aspiraciones del pueblo, pero reconociendo los otros principios establecidos, como la soberanía e integridad territorial".

## Evolución histórica

### Orígenes

La Declaración de Independencia de los Estados Unidos proclamó la necesidad de «tomar entre las naciones de la Tierra el puesto separado e igual a que las leyes de la naturaleza y el Dios de esa naturaleza le dan derecho».

El concepto filosófico de libre determinación se deriva de la necesidad humana de hacer realidad sus aspiraciones y de la afirmación de la igualdad intrínseca de todo ser humano, y como tal está conformado por principios que no provienen únicamente de la cultura occidental. Como concepto político, la idea de autodeterminación de los pueblos o de las naciones fue articulada por las culturas periféricas durante la Historia Contemporánea. Deriva del origen de la compleja pero poderosa idea de «nación», consolidada en el siglo XIX y generalizada en el siglo XX de la mano del proceso de descolonización. El derecho a la autodeterminación también debe considerarse vinculado evolutiva y conceptualmente con la noción política de «independencia» generada por la Declaración de Independencia de los Estados Unidos en 1776 y la Guerra de Independencia Hispanoamericana (1809-1824).
Durante el siglo XIX, posturas americanas como la de 1811 en la Nueva España con la declaración de Sentimientos de la Nación, en 1821 el Acta de independencia del Primer Imperio Mexicano, la Doctrina Monroe de 1823 («América para los americanos») y la Doctrina Drago de 1902 («la deuda pública no justifica la intervención extranjera») pusieron el acento en la ilegitimidad de las intervenciones de las potencias europeas en las naciones independientes. Tras la Primera Guerra Mundial y la organización de la primera liga mundial de naciones, la Sociedad de Naciones, el principio comenzó a adquirir relevancia, respaldado desde posturas tan diversas como el liberalismo, el marxismo-leninismo, el socialismo y el nacionalismo.
En 1918, el presidente de Estados Unidos, Woodrow Wilson, propuso en un discurso ante el Congreso catorce puntos que debían guiar la reconstrucción europea y evitar nuevas guerras. En el quinto punto buscó una solución de compromiso al sostener que las reivindicaciones coloniales debían solucionarse de acuerdo con un equilibrio entre los intereses de las poblaciones afectadas y las demandas de las potencias imperiales europeas. Defendió además la aplicación del principio de las nacionalidades, lo que fue fundamental para trazar las fronteras de Europa del Este, pese a ciertas contradicciones en su llevada a la práctica. Determinó el nacimiento de Checoslovaquia y Yugoslavia, y el resurgimiento de Polonia, además de cambios en las fronteras como la ampliación del territorio de Rumanía o Grecia. No obstante, las modificaciones territoriales se acomodaron en muchos casos a tratados secretos, reclamaciones históricas o intereses económicos, políticos y geoestratégicos, y solo se celebraron doce plebiscitos, en los territorios no reclamados por las potencias vencedoras. El principio de autodeterminación influyó asimismo en la configuración de los Mandatos de la Sociedad de Naciones.
También Lenin defendió el derecho de libre determinación de las naciones, entendido como derecho a la secesión, aunque subordinándolo a la lucha de clases. Lenin se contrapone a las ideas de Rosa Luxemburgo, acusándola de caer en "este pecado de lo abstracto y metafísico", poniéndose a favor de lo planteado por Karl Kautsky. Cuando los bolcheviques alcanzaron el poder tras la Revolución de octubre, el principio de autodeterminación se proclamó oficialmente en la Declaración de Derechos de los Pueblos de Rusia, de 15 de noviembre de 1917: en virtud de la misma se reconoció la independencia de Finlandia. En 1920, el Partido Nazi de Adolf Hitler reclamaba en su programa la unificación de los alemanes en un único estado invocando el derecho de autodeterminación. Poco después, la Constitución de 1924 de la Unión Soviética fue la primera en el mundo que reconoció este derecho para sus repúblicas.
En los principios del siglo XX, en suma, la autodeterminación comenzó a adquirir una creciente notoriedad como principio político. Pese a ello, el poder que aún preservaban las potencias coloniales europeas llevó a que se le negara todo valor jurídico. En 1920, el Comité de juristas de la Sociedad de Naciones que resolvió la controversia entre Finlandia y Suecia en torno a las islas Åland afirmó que, aunque la autodeterminación ocupaba un «lugar importante en el pensamiento político moderno», no era una de las reglas positivas del Derecho internacional.

### La creación de las Naciones Unidas

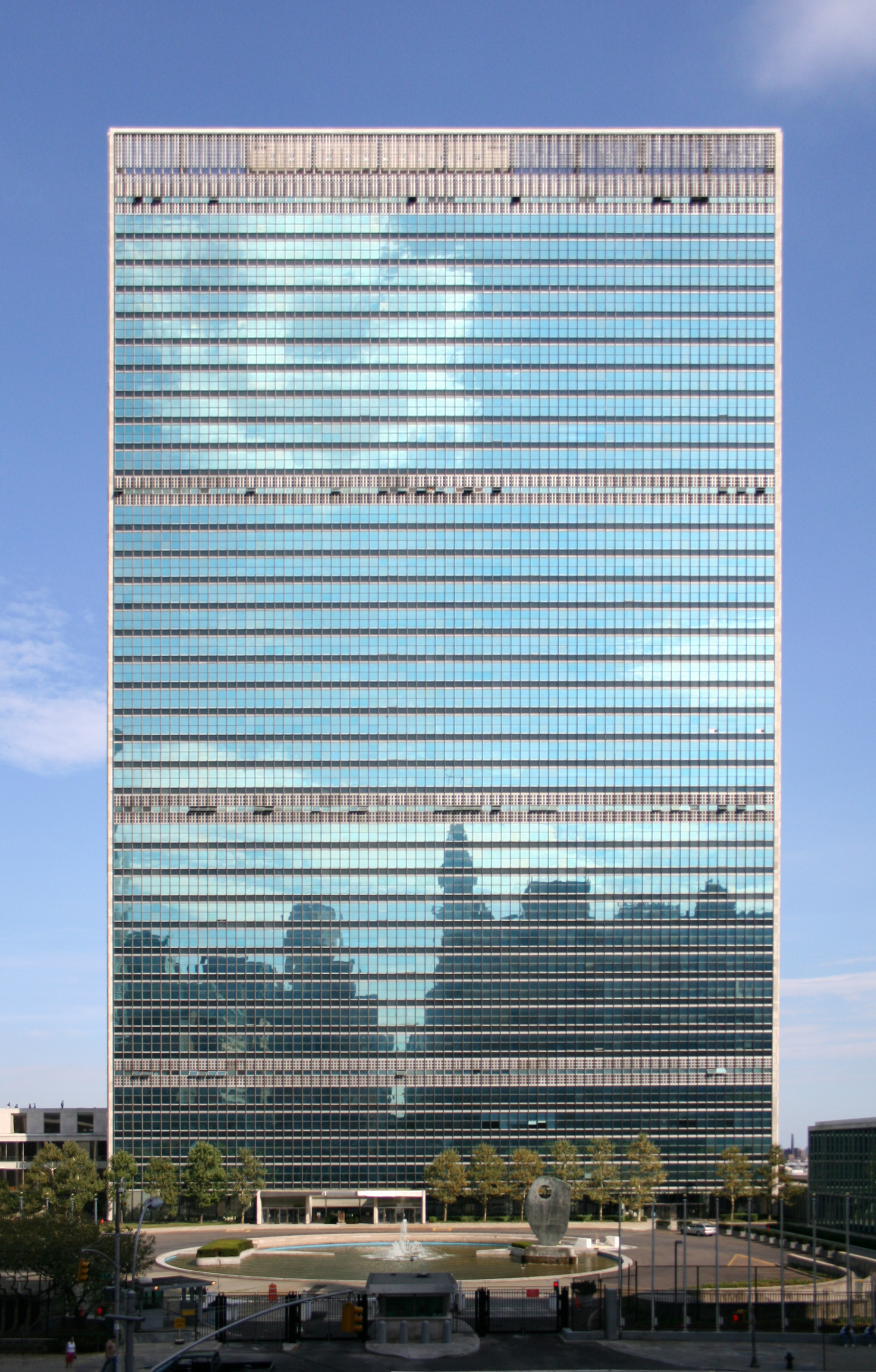
Bajo los auspicios de las Naciones Unidas, la libre determinación se convirtió en un principio jurídico de Derecho internacional y un derecho de los pueblos.

Muchas restricciones al principio de autodeterminación se derrumbaron después de la Segunda Guerra Mundial con la creación de las Naciones Unidas. La Carta de las Naciones Unidas fue firmada el 26 de junio de 1945 y entró en vigor el 24 de octubre del mismo año, y reconoce en su primer artículo el principio de «libre determinación de los pueblos», junto al de la «igualdad de derechos», como base del orden internacional. El principio también se recoge en el artículo 55, dentro del Capítulo IX, sobre Cooperación internacional económica y social, e inspiró el tratamiento que se dio a los territorios coloniales. Los artículos 73 a 91, que corresponden a los capítulos XI (Declaración relativa a territorios no autónomos), XII (Régimen internacional de administración fiduciaria) y XIII (Consejo de Administración Fiduciaria) recogen el régimen de estos territorios.
El régimen de administración fiduciaria sustituyó el sistema de mandatos de la Sociedad de Naciones por uno más completo que incluía elementos de la libre determinación. Fijó, entre sus objetivos, el “desarrollo progresivo hacia el gobierno propio y la independencia, teniéndose en cuenta [...] los deseos libremente expresados de los pueblos interesados”. Previó que los territorios se adjudicarían a Estados administradores mediante acuerdos internacionales conformes con la Carta y estableció un Consejo de Administración Fiduciaria para controlar que dichos Estados cumplían las obligaciones asumidas.
Quedaron sujetos al régimen de administración fiduciaria los territorios hasta entonces bajo mandato de la Sociedad de Naciones, las colonias de los países vencidos en la Segunda Guerra Mundial y los territorios coloniales que las potencias vencedoras colocaran voluntariamente bajo este sistema. No obstante, dichas potencias rechazaron la existencia de un control externo, por lo que apenas se hizo uso de esta última vía.
A las colonias que los Estados retuvieron bajo su control directo se aplicó el sistema fijado en el capítulo XI, mucho más limitado que el de administración fiduciaria. Las potencias admitieron “el principio de que los intereses de los habitantes de esos territorios están por encima de todo”, pero se fijaba como objetivo el autogobierno y no la independencia. Por otra parte, apenas existía control alguno sobre los Estados, salvo el deber de informar al Secretario General sobre las condiciones “económicas, sociales y educativas” de los pueblos colonizados.
El propósito general de este régimen era permitir que las colonias existentes antes de la II Guerra Mundial decidieran su futuro: la mayoría de los pueblos del mundo estaban sujetos en este momento a colonialismo y se les negaba de hecho la autodeterminación. No obstante, en la Conferencia de San Francisco no se consideró la abolición inmediata del régimen colonial ni se eliminó la ambigüedad que revestía el principio de libre determinación. Fue el rumbo de los acontecimientos el que consolidó una interpretación que supuso un giro radical en el seno de la sociedad internacional. No tardaron en surgir movimientos y guerras de liberación en Asia y África, con la declaración de independencia de Vietnam frente a Francia, que provocó la guerra de Indochina; también con la sorpresiva conquista de la independencia por la India en 1947, que hizo colapsar al poderoso Imperio Colonial Británico.

### Proceso descolonizador: resoluciones 1514 y 1541

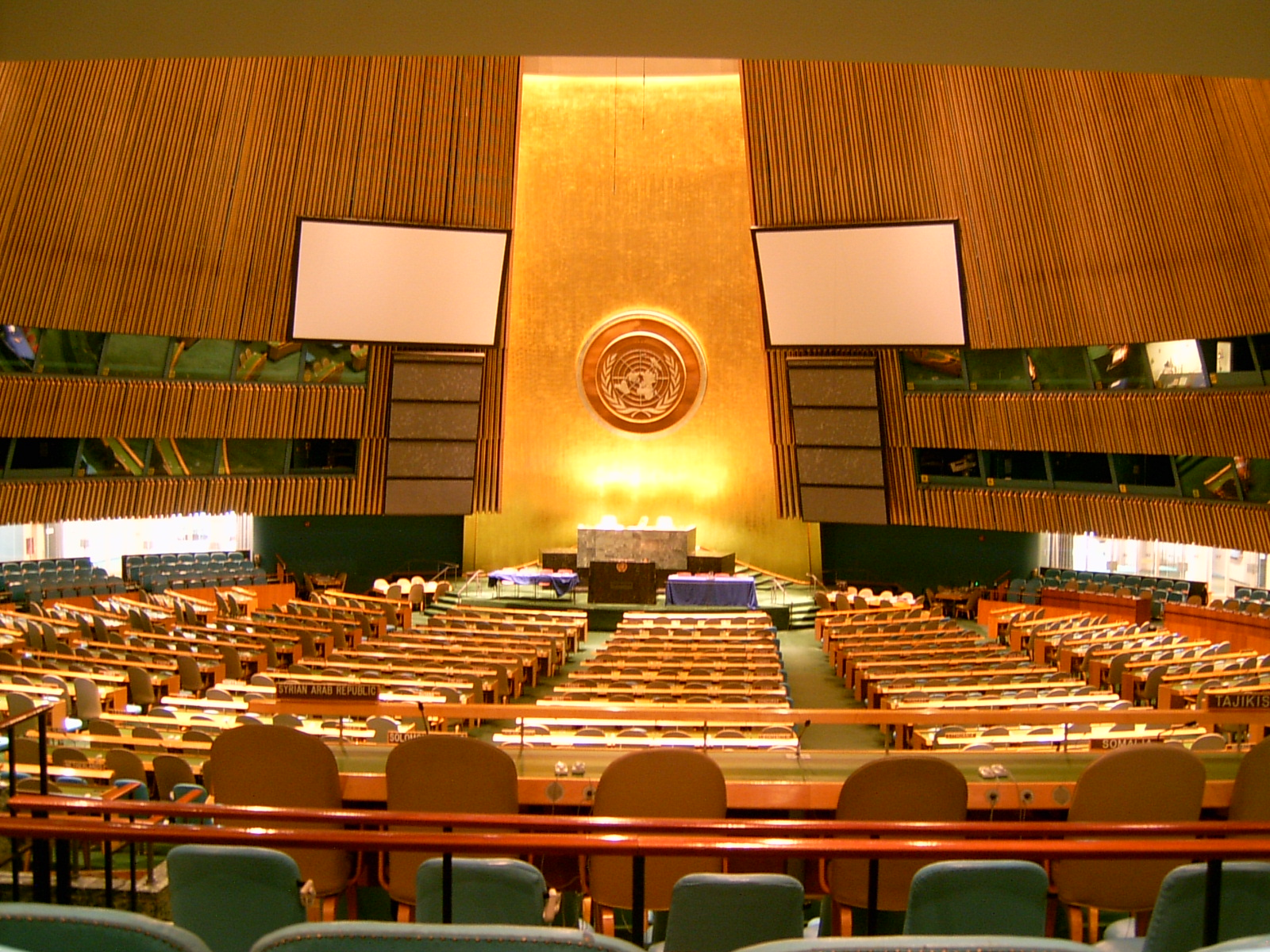
Las resoluciones de la Asamblea General de las Naciones Unidas fueron fundamentales en el desarrollo del derecho de libre determinación.

En 1960, los Estados africanos y asiáticos que habían accedido a la independencia desde 1945 impusieron su mayoría sobre las potencias coloniales en el seno de la Asamblea General de la ONU. El 14 de diciembre, la Asamblea aprobó por la resolución 1514 (XV) una Declaración sobre la concesión de la independencia a los países y pueblos coloniales, conocida como "Carta Magna de la descolonización", sin votos en contra pero con la abstención de nueve países, entre los que se encontraban las principales potencias coloniales. La declaración condenó el colonialismo y declaró que todos los pueblos tienen el derecho de libre determinación, derecho que se ejercería a través de la consulta a la población, mediante plebiscito o referéndum.
La proclamación produjo gran controversia. Existía una colisión entre los intereses de las potencias coloniales y de los países del tercer mundo, a la que se sumó la tensión entre el derecho de libre determinación de los pueblos y la integridad territorial de los Estados. La resolución 1514 (XV) afirmaba que todo intento de quebrantar la unidad nacional era incompatible con la Carta de las Naciones Unidas, por lo que resultó necesario establecer cómo se compatibilizaban los dos principios. La cuestión fundamental fue la identificación de las entidades legitimadas para invocar el derecho a la libre determinación.
Al día siguiente se proclamó la resolución 1541 (XV), de 15 de diciembre de 1960, que profundizaba en estas cuestiones. Manteniendo que es indispensable que la población autóctona exprese su voluntad libremente, se matizó que esta voluntad no siempre tenía que llevar a la constitución de un nuevo Estado soberano. El ejercicio del derecho de autodeterminación podría llevar a la independencia, a la libre asociación o a la integración en otro Estado. Además, la resolución 1541 (XV) concretó qué pueblos son titulares del derecho de libre determinación, en función de dos criterios básicos: la existencia de diferencias étnicas y culturales y la separación geográfica entre la colonia y la metrópoli. Esta exigencia de separación territorial implicó que el derecho de autodeterminación solo se reconociera a los pueblos que habitaban territorios coloniales ultramarinos, excluyendo las situaciones de colonialismo interno. Pese a esta limitación, las resoluciones adoptadas en 1960 dieron un nuevo impulso al proceso de descolonización en Asia y África, que llevó a la disolución definitiva de los imperios coloniales europeos. Se generalizaron cruentas revueltas y guerras de liberación nacional en la década del 1960 (Camerún, Argelia, Congo, Vietnam, Kenia, Angola, Tanzania, Zambia, Malaui, Uganda, Ruanda, etc.), que terminaron en la mayoría de los casos con la derrota de las potencias europeas y que llevarían a las Naciones Unidas a acordar en 1966 los Pactos Internacionales de Derechos Humanos y abrir formalmente el proceso de descolonización del mundo.

### La libre determinación como derecho universal
Estos Pactos Internacionales de Derechos Humanos fueron el segundo gran hito normativo en el intento de construir, tras la Segunda Guerra Mundial, un nuevo orden internacional basado en el respeto a la dignidad de la persona y los derechos humanos. Ya el 10 de diciembre de 1948 se había proclamado la Declaración Universal de Derechos Humanos, que no recogía el derecho de libre determinación, ya que la propuesta soviética en dicho sentido fue rechazada.
Posteriormente, la URSS presentó una nueva iniciativa durante el proceso de elaboración de los Pactos Internacionales. Aunque las potencias coloniales, como Reino Unido, Francia o Bélgica, mantuvieron su oposición, la propuesta reunió el apoyo de Estados africanos, asiáticos e iberoamericanos. En 1955, el resultado de la votación para decidir sobre su inclusión en los Pactos fue de 33 votos a favor, doce en contra y trece abstenciones. Con carácter general, los Estados comunistas y del tercer mundo votaron a favor y los occidentales en contra. No obstante, aquellos Estados que se opusieron a la inclusión han ratificado los tratados o se han adherido a ellos. Esto hace de la libre determinación un derecho jurídicamente vinculante de alcance casi global.
En 1962, la Asamblea General aceptó estudiar los principios fundamentales de la Carta y los deberes que se derivan de ella; uno de estos principios es la libre determinación. El 24 de octubre de 1970 se adoptó la resolución 2625 (XXV), que contiene la Declaración sobre los principios de Derecho Internacional referente a las relaciones de amistad y a la cooperación entre los Estados de conformidad con la Carta de las Naciones Unidas. La resolución se adoptó por consenso, por lo que recogió los puntos de vista de los Estados occidentales, los socialistas y los del tercer mundo. La Declaración sobre relaciones de amistad muestra que la descolonización es una importante manifestación de la autodeterminación, pero que el ámbito de este derecho es más extenso: también la asocia con la existencia de un gobierno representativo. La Declaración afirmó que la libre determinación es un derecho de todos los pueblos y que conlleva obligaciones para todos los Estados, y que su respeto es condición necesaria para el establecimiento de relaciones amistosas y de cooperación entre los Estados.
El principio de autodeterminación ha continuado siendo una cuestión candente en la política internacional, y más aún desde el final de la Guerra Fría, cuando el principio experimentó una revitalización. En la actualidad son numerosos los pueblos que, en cada uno de los continentes, se consideran naciones sin estado.

### Pacto Internacional de Derechos Civiles y Políticos
Las Naciones Unidas proclamaron, en 1966, el Pacto Internacional de Derechos Civiles y Políticos, que entró en vigor el año 1976 y fue ratificado por el Estado español el 27 de julio de 1977.

1. Todos los pueblos tienen el derecho de libre determinación. En virtud de este derecho establecen libremente su condición política y proveen asimismo a su desarrollo económico, social y cultural.

2. Para el logro de sus fines, todos los pueblos pueden disponer libremente de sus riquezas y recursos naturales, sin perjuicio de las obligaciones que derivan de la cooperación económica internacional basada en el principio del beneficio recíproco, así como del derecho internacional. En ningún caso podrá privarse a un pueblo de sus propios medios de subsistencia.

3. Los Estados Partes en el presente Pacto, incluso los que tienen la responsabilidad de administrar territorios no autónomos y territorios en fideicomiso, promoverán el ejercicio del derecho de libre determinación, y respetarán este derecho de conformidad con las disposiciones de la Carta de las Naciones Unidas.
Artículo 1. Pacto Internacional de Derechos Civiles y Políticos

## Naturaleza y contenido del derecho de libre determinación

### Naturaleza
El derecho de libre determinación se clasifica como derecho humano de tercera generación. La Corte Internacional de Justicia, en su opinión consultiva sobre el Sáhara Occidental, afirmó que es un derecho colectivo cuya titularidad corresponde a los pueblos. No obstante, existen autores que consideran que los derechos humanos solo pueden ser de titularidad individual, sentido en el que también se ha pronunciado en alguna ocasión la Comisión de Derechos Humanos de las Naciones Unidas. Héctor Gros Espiell mantiene una tesis ecléctica al afirmar que el derecho de autodeterminación es individual y colectivo al mismo tiempo. La consideración de la autodeterminación como derecho de los pueblos, en cualquier caso, conlleva la dificultad de definir pueblo y distinguirlo claramente de otros conceptos similares.
El derecho de autodeterminación tiene una naturaleza compuesta y polifacética, dado que comprende aspectos políticos, económicos, sociales y culturales; y precisa para una efectividad plena la concurrencia de todos estos elementos. No se agota en un único ejercicio puntual, sino que garantiza el derecho de cada pueblo a mantener sus formas de gobierno y su camino propio hacia el desarrollo económico, social y cultural.

### Autodeterminación externa e interna
A lo largo del tiempo se han diferenciado progresivamente dos vertientes, la autodeterminación externa y la autodeterminación interna. Estas dos facetas, que gozan del apoyo de la mayor parte de la doctrina, han sido sistematizadas, entre otros organismos, por el Comité para la Eliminación de la Discriminación Racial, en su Observación general número 21, de 1996, y la Comisión Europea para la Democracia por el Derecho, en un informe adoptado en 1999.
La vertiente externa del derecho de libre determinación está relacionada con la soberanía. Se refiere al derecho de los pueblos a determinar libremente su lugar en la comunidad internacional de Estados, de acuerdo con el principio de igualdad soberana. En el ejercicio de este derecho, de acuerdo con las resoluciones 1541 (XV) y 2625 (XXV), un pueblo puede decidir la formación de un Estado independiente, la libre asociación, la integración en un Estado ya existente o la adquisición de cualquier otro estatuto político libremente decidido por la población. La vertiente externa se manifiesta en la prohibición del colonialismo y de la dominación y explotación extranjeras en general.
La vertiente interna, por su parte, define el derecho de los pueblos a decidir su organización política y perseguir su desarrollo cultural, social y económico. Se relaciona, entre otros, con el derecho de todo grupo a preservar su identidad; también con el derecho de todo ciudadano a participar, a todos los niveles, en la dirección de los asuntos públicos, y por tanto con la democracia. De aquí se deriva que un Gobierno debe representar al conjunto de la población, sin distinción por motivos de raza, credo, color o cualquier otro.
Pese a ser generalmente aceptada, esta concepción también ha recibido críticas. S. James Anaya afirma que la dicotomía implica asumir que la libre determinación comprende dos ámbitos excluyentes, al interior de un pueblo y en relación con otros; lo que a su vez se basa en una visión de la sociedad internacional como conjunto de comunidades excluyentes, propia de la concepción occidental del sistema postwestfaliano. Por el contrario, Anaya defiende que la humanidad se estructura en círculos de asociación y organización política que se dan en diversos niveles, se superponen entre sí y son interdependientes. James Anaya propone dos aspectos, constitutivo (constitutive) y continuo (ongoing), que se aplicarían en todas las esferas de asociación humana. La autodeterminación constitutiva haría referencia a los momentos concretos en los que se crean o modifican las instituciones de gobierno de una comunidad; la continua, a su forma y funcionamiento.

### Vertiente económica de la libre determinación

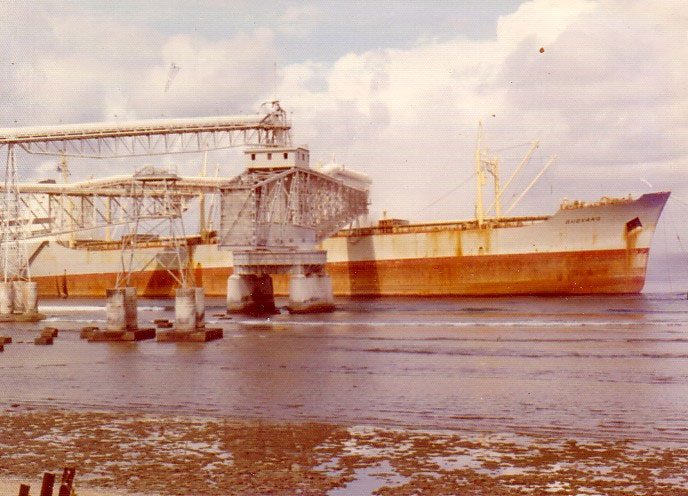
Carga de fosfatos en Nauru. La soberanía permanente de los pueblos sobre sus recursos naturales fue proclamada en 1962 con el fin de evitar que las poblaciones coloniales se vieran desprovistas de sus riquezas por la metrópoli.

El derecho de autodeterminación presenta una dimensión esencialmente política, pero existe también un importante aspecto económico. El artículo 1.2 común de los Pactos Internacionales de Derechos Humanos, incluido a propuesta de Chile, afirma que "para el logro de sus fines, todos los pueblos pueden disponer libremente de sus riquezas y recursos naturales, sin perjuicio de las obligaciones que derivan de la cooperación económica internacional basada en el principio del beneficio recíproco, así como del derecho internacional. En ningún caso podrá privarse a un pueblo de sus propios medios de subsistencia". Aunque se trata de una faceta de la autodeterminación interna, debe tenerse en cuenta que los Pactos se redactan en un contexto marcado por el temor de que las potencias coloniales pudieran explotar en beneficio propio los recursos naturales de los territorios sujetos a colonialismo hasta agotarlos: era también frecuente la práctica de las metrópolis de reservarse la explotación de determinadas fuentes de riqueza al conceder la independencia a sus colonias.
Existen ya unas primeras referencias a la libre disposición de los recursos naturales en resoluciones de la Asamblea General de 1952, pero es fundamental la resolución 1803 (XVII), de 14 de diciembre de 1962, que contiene la Declaración sobre la soberanía permanente sobre los recursos naturales. Esta Declaración afirma que "el derecho de los pueblos y de las naciones a la soberanía permanente sobre sus riquezas y recursos naturales debe ejercerse en interés del desarrollo nacional y del bienestar del pueblo del respectivo Estado". Los pueblos podrán autorizar, limitar o prohibir la inversión extranjera, que se regirá, en su caso, por las normas de Derecho internacional y el Derecho interno aplicable, así como por el respeto al principio de buena fe.
Los Estados y las Organizaciones internacionales deben "respetar estricta y escrupulosamente" el derecho de libre determinación económico, de acuerdo con la Carta y las normas aprobadas por la Declaración. El incumplimiento de este deber de respeto puede originar responsabilidad internacional, que obligue a "la restitución y la plena compensación por la explotación y el agotamiento de los recursos naturales", de acuerdo con la resolución 3281 (XXIX), de 12 de diciembre de 1974. Esta posibilidad, no obstante, se ha hecho efectiva en escasas ocasiones. Cabe destacar el asunto ciertas tierras de fosfatos en Nauru, que enfrentó a Nauru y Australia y llegó a plantearse ante la Corte Internacional de Justicia. Nauru exigía una compensación por los daños medioambientales causados por la extracción de fosfatos realizada por Australia mientras fue potencia administradora de la isla. Finalmente, la controversia se resolvió por un acuerdo extrajudicial, consistente en el pago de una indemnización.

## El términopueblos

### Pueblos colonizados

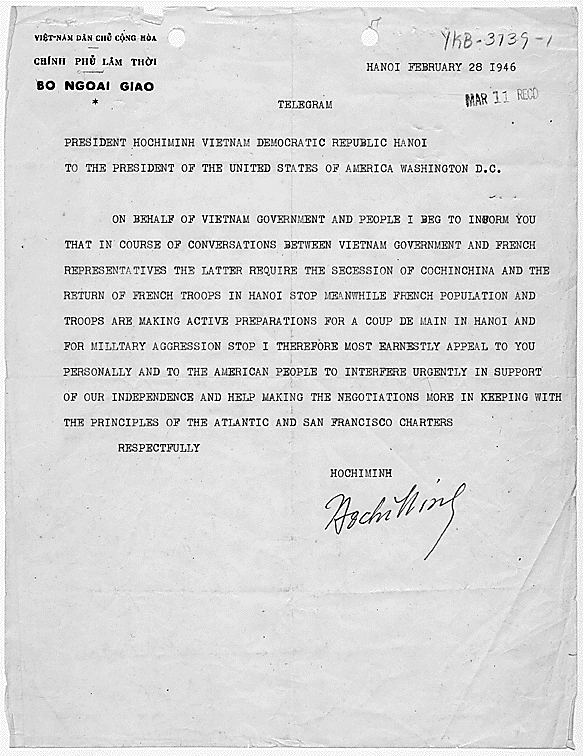
Preludio de la guerra de Indochina, el telegrama de Ho Chi Minh dirigido al presidente Harry S. Truman en 1946 apela a los principios de la Carta de las Naciones Unidas al solicitar la ayuda de los Estados Unidos de América para el ejercicio de la libre determinación del pueblo vietnamita frente a Francia.

La primera definición consolidada del término "pueblos" se refiere a los pueblos sujetos a colonialismo. Deriva de la resolución de la Asamblea General 1541 (XV), de 15 de diciembre de 1960, y de la interpretación el artículo 1 de los Pactos y el artículo 1.2 de la Carta en relación con los capítulos XI, XII y XIII de esta última.
Según la resolución 1541 (XV), un grupo humano puede considerarse pueblo en situación colonial en función de dos criterios básicos: la separación geográfica entre la colonia y la metrópoli y la existencia de diferencias étnicas o culturales. Adicionalmente se deben tener en cuenta otros criterios de carácter administrativo, político, jurídico, económico e histórico que puedan ayudar a demostrar que el territorio dependiente ha sido colocado de manera arbitraria en una posición de subordinación. Esta subordinación es lo que permite presumir, en último término, que se trata de un territorio colonial.
La exigencia de separación geográfica se adoptó tras un debate polémico. F. Van Langenhove había propuesto considerar territorios coloniales los ocupados por comunidades indígenas o tribales dentro de las fronteras de Estados independientes, argumentando que compartían las características esenciales de los pueblos sometidos a colonialismo formal. Esta propuesta fue defendida por potencias coloniales como Bélgica o Francia, pero encontró la oposición frontal de los estados iberoamericanos y fue finalmente desechada. En su lugar, se incorporó a la resolución de la Asamblea la que se conoció como "doctrina del agua azul" o del "agua salada", que limitó el concepto de colonia a los territorios ultramarinos.
El sujeto capacitado para ejercer la libre determinación se determina por las fronteras preexistentes, que en numerosos casos fueron fijadas por la potencia colonial dividiendo a las etnias y tribus en territorios distintos. También el ejercicio del derecho se ve limitado por estas fronteras, en virtud del principio uti possidetis iure. Este principio implica que el nuevo Estado que se forme en virtud del proceso descolonizador debe mantener las fronteras que ya existían. Las antiguas colonias lo han considerado aplicable y cuando tuvieron que afrontar movimientos secesionistas que pretendían ejercer el derecho de autodeterminación, negaron tajantemente tal posibilidad. Por ejemplo, la resolución de la Organización para la Unidad Africana (OUA) sobre conflictos fronterizos, de 1964, declara que las fronteras de los Estados árabes tal y como se definieron en su independencia son "una realidad inmutable". Con posterioridad, ante la separación de Biafra respecto de Nigeria en 1967, la OUA expresó "su condena respecto a la secesión en los Estados miembros".
El ejercicio del derecho de libre determinación por parte de los pueblos colonizados ha sido, a menudo, reprimido por la metrópoli, incluso mediante violencia. Ante esta situación, el Derecho internacional reconoce a los movimientos de liberación colonial el derecho al uso de la fuerza para el ejercicio efectivo del derecho de autodeterminación, así como a recabar la ayuda de terceros Estados para dicho fin. Al mismo tiempo, los movimientos de liberación contraen obligaciones en virtud de las normas de Derecho internacional humanitario. El Protocolo I adicional a los Convenios de Ginebra de 1949 declara expresamente aplicables dichos convenios a "los conflictos armados en que los pueblos luchan contra la dominación colonial y la ocupación extranjera y contra los regímenes racistas, en el ejercicio del derecho de los pueblos a la libre determinación".
El ejercicio de la libre determinación puede conducir, de acuerdo con la resolución 2625 (XXV), a la independencia, a la libre asociación, a la integración en otro Estado o la adquisición de cualquier otro estatuto libremente decidido. En la práctica, las antiguas colonias han optado masivamente por la independencia. Algunas excepciones serían la libre asociación de Niue con Nueva Zelanda, reconocida por resolución 3285 (XXIX) de la Asamblea General, o la integración de Camerún septentrional en Nigeria y Camerún meridional en la República de Camerún, ambas aprobadas por la resolución 1608 (XV).

### Pueblos sujetos a dominación extranjera
Los pueblos sometidos por una potencia extranjera son sujetos del derecho de libre determinación. Así se afirmó de manera vaga en la resolución 1415 (XV), de 1960; se reconoció de forma implícita en el artículo 1 de los Pactos Internacionales de Derechos Humanos, adoptados por la Asamblea General en 1966; y se declaró expresamente en la resolución 2625 (XXV), de 1970. Esta resolución afirma que "el sometimiento de los pueblos a la subyugación, dominación y explotación extranjeras constituye una violación del principio" de libre determinación.
De la práctica de los Estados y de recientes resoluciones de la Asamblea General se deduce que el concepto de dominación extranjera se limita a la intervención mediante el uso de la fuerza y la ocupación militar. La explotación económica, a través del neocolonialismo, no se considera generalmente incluida en el concepto de dominación extranjera, aunque una minoría de países entiende que sí lo está: así lo afirmaron, por ejemplo, México, Afganistán, Irak y Pakistán.
La Asamblea General ha adoptado resoluciones relativas a diferentes episodios de ocupación militar, entre los que se incluyen la invasión soviética de Hungría en 1956, la ocupación china del Tíbet en 1959, la ocupación israelí de territorios árabes tras la guerra de los Seis Días de 1967, como los territorios palestinos o los Altos del Golán; la ocupación turca del norte de Chipre en 1974, la anexión de Timor Oriental por Indonesia en 1975, la anexión del Sáhara Occidental por Marruecos en 1975, la invasión vietnamita de Camboya en 1979, la invasión soviética de Afganistán en 1979 y la invasión iraquí de Kuwait en 1990.
En la mayoría de estos casos, la Asamblea se ha limitado a condenar la violación del derecho de libre determinación y solicitar a los Estados miembros que no reconozcan, y por lo tanto no legitimen, la situación resultante. Toda intervención para hacer efectiva la autodeterminación ha quedado bloqueada por ser contraria a los intereses de alguno de los miembros permanentes del Consejo de Seguridad. Existen excepciones: ante la invasión de Kuwait, el Consejo de Seguridad autorizó la intervención armada que llevó a la guerra del Golfo y la retirada de Irak del país; la ONU también intervino en la adopción del acuerdo que resolvió el conflicto en Camboya y, recientemente, promovió un referéndum de autodeterminación en Timor Oriental que condujo a la independencia del país.

### Pueblo como conjunto de habitantes de un Estado

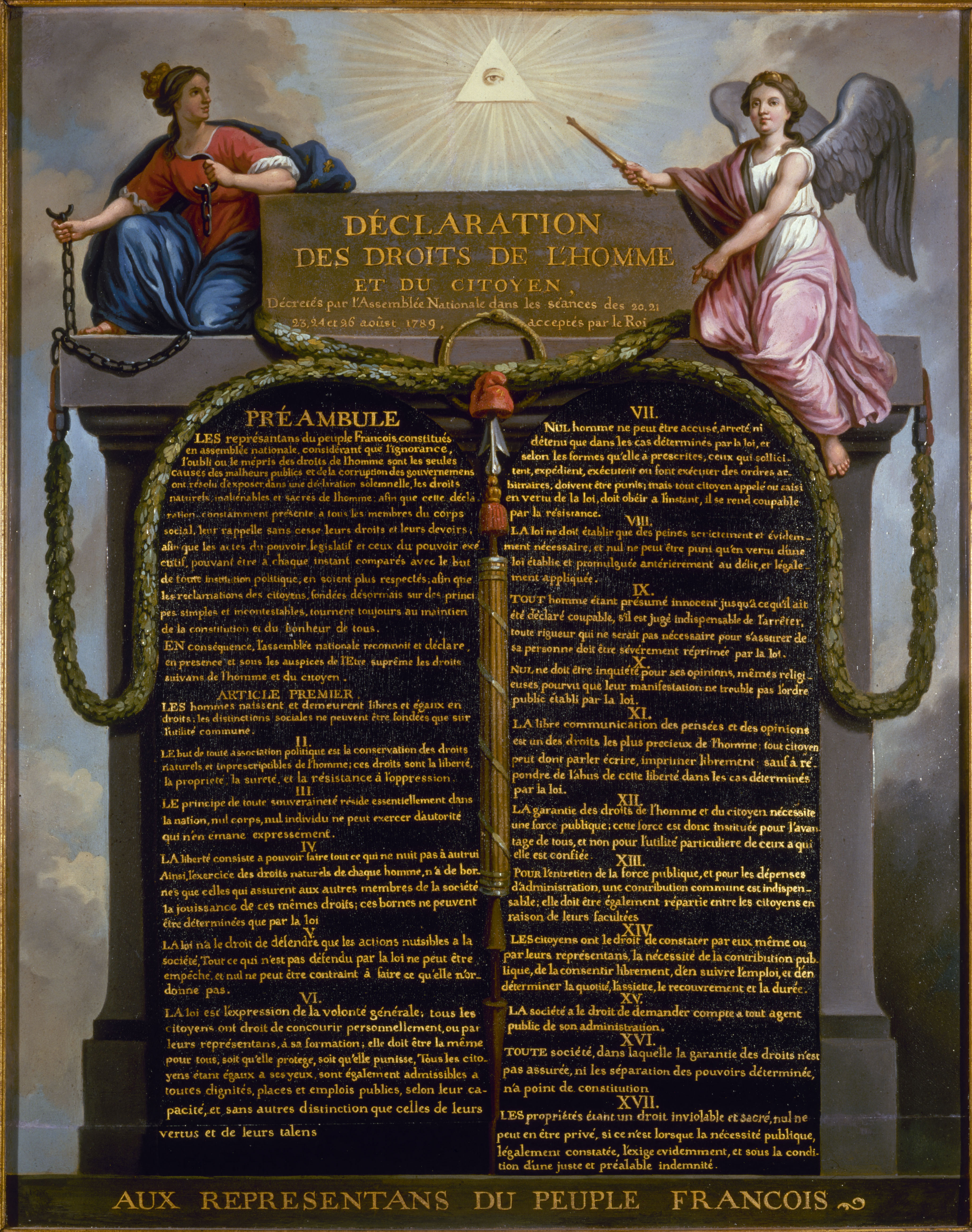
La teoría del gobierno representativo se basa en conceptos desarrollados durante la era de la ilustración, como los derechos humanos o la soberanía popular.

La teoría del gobierno representativo sostiene una definición de pueblo que confiere al derecho de libre determinación alcance universal. Afirma que la población de un Estado (o, también, de un territorio dependiente) debe decidir su gobierno en el libre ejercicio de la soberanía popular. De esto se deriva la prohibición de la dominación extranjera y el necesario respeto de los derechos humanos y libertades fundamentales, así como la necesidad de asegurar a la población la posibilidad de dotarse libremente de una constitución o modificarla. La inalienabilidad del derecho implica que no puede producirse, ni jurídicamente ni por la vía de los hechos, elección alguna que sea irreversible.
Los defensores de esta tesis afirman que es la que inspira el artículo 1.2 de la Carta, tal como pondría de manifiesto la resolución 2625 (XXV), y alegan el carácter universal del artículo 1 de los Pactos. El principio VIII del Acta Final de Helsinki es un ejemplo de esta concepción, que ha sido tradicionalmente sostenida por los Estados occidentales y que hunde sus raíces en las revoluciones liberales de finales del siglo XVIII, las cuales sustituyeron la legitimidad dinástica por una nueva legitimidad democrática, fundada sobre el consentimiento libre del pueblo.
La conexión entre libre determinación y democracia ha sido implícitamente reconocida por las resoluciones 46/18 de la Asamblea General y 745 (1992) del Consejo de Seguridad, que emplazaron a los Estados a colaborar para que el pueblo camboyano pudiera realizar su derecho de libre determinación a través de elecciones libres e imparciales. El Comité de Derechos Humanos afirmó, en su Observación General número 12, de 1984, que la injerencia en los asuntos internos de otro Estado supone un daño al principio de autodeterminación. Asimismo, la Declaración y Programa de Acción de Viena de 1993 afirmó que "la democracia se basa en la voluntad del pueblo, libremente expresada, para determinar su propio régimen político, económico, social y cultural, y en su plena participación en todos los aspectos de la vida".
El sujeto del derecho de libre determinación, según esta tesis, se define de acuerdo con las fronteras preestablecidas que configuran un Estado. Algunos sectores doctrinales han criticado el hecho de que no se tengan en cuenta el importante impacto de las peculiaridades lingüísticas, culturales o religiosas en la identificación de las personas con un grupo determinado, y en la práctica numerosos grupos minoritarios dentro de un Estado han reivindicado un derecho de libre determinación.

### Pueblo como grupo diferenciado dentro de un Estado
La acepción más compleja y polémica define como pueblos a aquellos grupos que poseen características que los identifican y los diferencian del resto de habitantes del Estado al que pertenecen. Los que afirman que estos colectivos son sujetos del derecho de libre determinación se basan en el artículo 1 común de los Pactos Internacionales de Derechos Humanos y la resolución 2625 (XXV), de 24 de octubre de 1970. Para hacer oír sus reivindicaciones, muchos de estos grupos se han unido en asociaciones u organizaciones internacionales, como la Organización de Naciones y Pueblos No Representados (UNPO, por sus siglas en inglés).
El reconocimiento del derecho de libre determinación a los diversos grupos que habitan los Estados es muy polémico. Más del noventa por ciento de los Estados actuales son sociológicamente plurinacionales, por lo que se denuncia que la aplicación del derecho sin límites ni condiciones produciría un contexto de inestabilidad y fragmentación excesivas. Según la llamada teoría de la infinita divisibilidad, el reconocimiento del derecho con carácter general puede llevar a una progresiva fragmentación del territorio mediante la aplicación de criterios nacionalistas cada vez más estrictos, produciéndose tras cada secesión una nueva secesión. Este efecto se vería propiciado por una atmósfera favorable a la ruptura de Estados existentes y el surgimiento de nuevos Estados: un fenómeno conocido como "tribalismo postmoderno", surgido en la última década del siglo XX.
La solución generalmente aceptada reconoce el derecho de autodeterminación interna en toda su extensión a estos pueblos, limitando a casos muy estrictos el ejercicio de la autodeterminación externa; e incluso, en la práctica, esta vertiente ha quedado en ocasiones reducida a la nada en función de intereses y consideraciones de todo tipo. El Tribunal Supremo de Canadá, en su dictamen de 20 de agosto de 1998 sobre la posibilidad de secesión por parte de Quebec, afirmó que normalmente la libre determinación se ejerce a través de su vertiente interna. El Comité para la Eliminación de la Discriminación Racial afirmó en 1996 que el Derecho internacional no reconoce un derecho a la secesión unilateral en favor de los pueblos con carácter general y que una excesiva fragmentación de los Estados podría ir en detrimento de la protección de los derechos humanos y la preservación de la paz y la seguridad.
La posibilidad, en todo caso de carácter excepcional, de que estos pueblos ejerzan la vertiente externa de la libre determinación, separándose del Estado al que pertenecen, se desprende de la resolución 2625 (XXV). Se puede llegar a producir la secesión cuando el ejercicio de la autodeterminación interna sea imposible porque el pueblo sufra una persecución o discriminación extrema y sistemática y no parezca existir una solución pacífica factible. Hay interpretaciones más estrictas o más amplias sobre cuándo se da esta situación, pero existe un consenso internacional que lo aprecia en los regímenes racistas, como el apartheid sudafricano.

#### Grupos étnicos

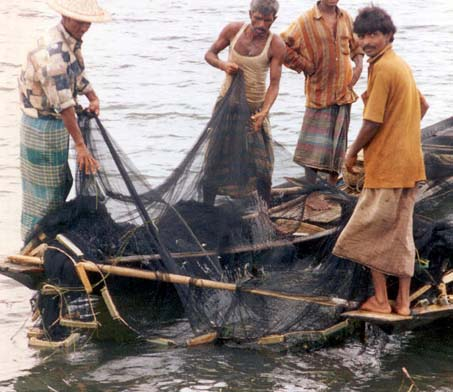
Pescadores bengalíes. En el surgimiento del Estado de Bangladés tuvo especial importancia la percepción, por los habitantes de Pakistán Oriental, de la existencia de lazos de afinidad étnica.

Con frecuencia, los grupos étnicos se consideran a sí mismos como pueblos y, por lo tanto, sujetos del derecho de libre determinación. La autodeterminación étnica fue un criterio político con especial fuerza en Europa Central y del Este durante el siglo XIX y principios del siglo XX, en torno a los conceptos de nación o nacionalidad. Se creyó que el desarrollo de la tecnología y una mayor interdependencia económica entre Estados minoraría la presencia de los nacionalismos, pero se ha producido el efecto contrario y esta visión del derecho ha resurgido con fuerza.
En una primera época, la definición de pueblo se trató de relacionar con una característica objetiva única, imponiéndose durante el siglo XIX la raza. Posteriormente, ante las insuficiencias de un criterio objetivo, se trató de adoptar uno subjetivo, basado en la voluntad de los colectivos humanos. Ernest Renan, que definió a la nación como “un plebiscito de todos los días”, es el representante principal de esta doctrina. Actualmente, las definiciones de “pueblo” en función de criterios étnicos aportados por la doctrina internacionalista conjugan los elementos objetivo y subjetivo. Así lo han hecho organismos como la Comisión Internacional de Juristas creada en 1972 para investigar los sucesos de Pakistán Oriental y la Reunión Internacional de Expertos para la Dilucidación de los Conceptos de los Derechos de los Pueblos de la Unesco, en 1989.
El elemento objetivo es el conjunto de características que el grupo debe reunir, en su totalidad o en parte, y que establecen un vínculo entre sus miembros. Las características objetivas que se han apuntado son, entre otras, la existencia de una tradición histórica común, de identidad racial o étnica, homogeneidad cultural, unidad lingüística, afinidad religiosa o ideológica, conexión geográfica o territorial, vida económica común e importancia cuantitativa (en concreto, el grupo no necesita ser muy grande pero debe ser más que "una simple asociación de individuos dentro de un estado".) En todo caso, nunca se ha alcanzado el consenso en torno a una lista definitiva de características, ya que se han encontrado excepciones relevantes para cada propuesta.
El elemento subjetivo se corresponde con la conciencia, por parte del grupo, de ser un pueblo; también con la voluntad de que se le identifique como tal. A estos efectos, el grupo debe estar dotado de "instituciones u otros medios de expresar sus características comunes y el deseo de mantener su identidad".
La Asamblea General de las Naciones Unidas ha empleado en varias ocasiones el término “pueblo” para hacer referencia a grupos étnicos, como en las resoluciones referentes al Tíbet: en su resolución 1723 (XVI), de 20 de diciembre de 1961, la Asamblea exigió el respeto a la libre determinación del pueblo tibetano. También, a veces, al tratar la descolonización de territorios no autónomos, la Asamblea ha optado por dividirlos de acuerdo con criterios étnicos si las diferencias entre las comunidades podían ser causa de inestabilidad. Así, en 1947 aprobó el Plan de Partición de Palestina en un estado árabe y un estado judío; en 1958 promovió la realización de dos referéndums separados en las zonas Norte y Sur del Camerún británico y en 1961 autorizó la división del territorio de Ruanda-Urundi en dos Estados: Ruanda, de mayoría hutu, y Burundi, de mayoría tutsi.
La tendencia cambió cuando se aprobó la resolución 1514 (XV). Desde ese momento, la Asamblea se mostró cada vez más reticente a la aplicación de criterios étnicos en relación con los territorios colonizados, aunque sí en otros ámbitos. Por ejemplo, en 1970 afirmó que el pueblo palestino tenía derecho a la libre determinación, y en 1974 admitió como miembro a Bangladés, antigua zona oriental de Pakistán, del que se separó en 1971, y cuyos habitantes eran mayoritariamente de etnia bengalí.

#### Minorías
Según la definición dada en 1954 por la Subcomisión para la Prevención de la Discriminación y la Protección de las Minorías, éstas son grupos no dominantes de la población que poseen y desean preservar determinadas tradiciones o características étnicas, religiosas o lingüísticas que son claramente diferentes de las del resto de la población. La inclusión de cláusulas para la garantía de algunos derechos de las minorías ha sido una práctica presente en los tratados y conferencias de paz europeos desde principios del siglo XVII y que se desarrolló durante el siglo XIX en Congresos internacionales como los de Viena (1815) y Berlín (1878).
La Sociedad de Naciones puso un gran énfasis en la protección de las minorías, a través de un sistema de tratados desarrollado bajo su amparo. Tras la Primera Guerra Mundial, cuando se rediseñó el mapa político de Europa apelando al principio de autodeterminación étnica, diversas minorías habían quedado separadas de sus correspondientes Estados-nación. El régimen de tratados adoptado tenía una doble finalidad. Por un lado, asegurar la protección de estos grupos. Por otro, garantizar la estabilidad política en Europa Central y del Este: al calificarlos como "minorías", se intentaba evitar que se autodenominaran pueblos y reivindicaran el ejercicio de la libre determinación.
La distinción entre pueblos y minorías continúa en la actualidad y se refleja en diversos documentos internacionales. Por ejemplo, en el Pacto Internacional de Derechos Civiles y Políticos, el artículo 1 reconoce el derecho de libre determinación de los pueblos y el artículo 27 protege, por separado, los derechos de las minorías. En el Acta Final de Helsinki, la libre determinación se recoge en el principio VIII y los derechos de las minorías en el principio VII.
Juristas como Héctor Gros Espiell se fundamentan en esta diferenciación para afirmar que las minorías no son sujetos del derecho de libre determinación. No obstante, otra parte de la doctrina afirma que existen numerosas coincidencias entre el concepto de minoría y el de grupo étnico o nación. Pablo de Azcárate, alto funcionario en la sección de minorías de la Sociedad de Naciones, entendió que nacionalidad y minoría eran el mismo término. De ser así, y en la medida en que la nación pueda considerarse pueblo, las minorías podrían reclamar un derecho de libre determinación.
Un tercer sector doctrinal, encabezado por Buchheit, considera que las minorías no son pueblos per se pero sí lo son en potencia. Si una minoría es oprimida, adquiriría la categoría de pueblo y se le atribuiría el derecho de libre determinación. Esta teoría se formuló por primera vez en el caso de las islas Åland: la Comisión de Juristas afirmó que una minoría podría, como último recurso, separarse del Estado del que formara parte e integrarse en otro si estuviera sometida a opresión. En la actualidad, para Buchheit, la resolución 2625 (XXV) reconoce esta posibilidad, ya que solo protege la integridad territorial de los Estados que representen al conjunto de su población, sin distinción por motivos de raza, credo o color. Según esto, si una minoría es víctima de discriminación o violaciones de derechos, dicha minoría podría calificarse como pueblo y ejercer la autodeterminación.

#### Pueblos indígenas

Bandera mapuche de 1992 creada por la organización indigenista "Consejo de Todas las Tierras". Grupos políticos mapuche (pueblo indígena sudamericano) han reivindicado el derecho a la libre determinación para alcanzar una mayor autonomía política y la obtención de lo que denominan como "territorios ancestrales".

El concepto de pueblo indígena se ha intentado definir en numerosas ocasiones, pero no se ha llegado a delimitar por completo. La definición más extendida es la propuesta por el Relator Especial José Martínez Cobo, en 1986. De acuerdo con ella, son pueblos indígenas los que poseen una continuidad histórica respecto de las sociedades precoloniales que existían en un territorio dado, que se consideran distintos a los sectores dominantes de la sociedad y que tratan de preservar, desarrollar y transmitir a las generaciones futuras sus territorios ancestrales y su identidad étnica, como base de su existencia continuada como pueblos, de acuerdo con sus características culturales, instituciones sociales y sistemas legales.
Los pueblos indígenas pueden considerarse un caso singular en Derecho internacional por la evolución que ha experimentado su estatus. A partir del siglo XV se multiplicaron los contactos occidentales con grupos humanos muy distintos. Los autores que estudiaron la cuestión de la subjetividad de las comunidades indígenas las definían como entidades políticas y sujetos de derechos y obligaciones: entre estos autores se encuentran Francisco de Vitoria, Hugo Grocio, Samuel von Pufendorf o Emerich de Vattel.
No obstante, esta subjetividad fue mermando bajo la influencia de los nuevos conceptos surgidos en la teoría política europea, impuestos con carácter más o menos global y que provocaron una visión de la sociedad internacional cada vez más estatocéntrica. Entre el siglo XIX y el siglo XX, los pueblos indígenas perdieron todo vestigio de subjetividad internacional. Pasaron a considerarse asuntos internos de cada Estado, en un fenómeno conocido como "domesticación", y a estar sujetos a un régimen de tutela similar al que fundamentaba el sistema colonial. Pese a ello, la tesis del agua azul plasmada en la resolución 1541 (XV), de 15 de diciembre de 1960, los excluyó de la definición de pueblos colonizados.
Más recientemente, los pueblos indígenas han sido catalogados como minorías. En el caso Lovelace c. Canadá, el Comité de Derechos Humanos ha aceptado esto implícitamente. Sandra Lovelace, en virtud de la Indian Act canadiense, perdió su estatus indígena, y por ello el derecho a vivir en una reserva, tras casarse con un canadiense no indígena. El Comité declaró la ley canadiense contraria al artículo 27 del Pacto Internacional de Derechos Civiles y Políticos, que recoge los derechos de las minorías. En casos parecidos, el Comité ha aplicado siempre el mismo artículo, sin hacer referencia al artículo 1, que recoge el derecho de libre determinación de los pueblos.
Esto no impide que numerosas poblaciones indígenas se consideren a sí mismas pueblos y no minorías. Algunos grupos afirman que es así porque reúnen las características necesarias para considerarse naciones. Otros defienden que los pueblos indígenas constituyen una categoría sui generis que es titular del derecho de libre determinación.
En la actualidad, el tratado en vigor más relevante sobre derechos indígenas es el Convenio número 169 de la Organización Internacional del Trabajo, sobre pueblos indígenas y tribales en países independientes. El convenio define a estos grupos como pueblos; pero, añade, sin que ello implique la atribución del derecho de libre determinación. El tratado tiene como objetivo la promoción de los derechos de los pueblos e individuos indígenas, dentro del respeto a sus formas de vida y sin contravenir "los deseos expresados libremente por los pueblos interesados".
Por su parte, la Subcomisión de Prevención de Discriminaciones y Protección a las Minorías, inserta dentro de la antigua Comisión de Derechos Humanos, aprobó en 1994 un proyecto de Declaración de las Naciones Unidas sobre los derechos de los pueblos indígenas. El 29 de junio de 2006, el Consejo de Derechos Humanos dio su aprobación al proyecto, tras realizar algunas modificaciones, por treinta votos a favor, dos en contra y doce abstenciones. Finalmente, la Declaración fue adoptada por la Asamblea General de las Naciones Unidas el 13 de septiembre de 2007.
La Declaración reconoce expresamente el derecho de autodeterminación de los pueblos indígenas en su artículo 3, en términos similares a como lo hace artículo primero común de los Pactos de Derechos Humanos. Por su parte, el artículo 4 dispone que estos pueblos "en ejercicio de su derecho de libre determinación, tienen derecho a la autonomía o el autogobierno en las cuestiones relacionadas con sus asuntos internos y locales, así como los medios para financiar sus funciones autónomas". En el texto del proyecto no se limita expresamente la autodeterminación a su vertiente interna, si bien se incorporaron salvaguardas relativas a la conservación de la integridad territorial y la integridad política de los Estados conforme a los principios de la Carta de la ONU (art. 46). Los pueblos indígenas expresaron en el curso de los debates del proyecto que la autodeterminación externa no se limitaba a la secesión, a la que ellos no aspiraban, sino a otras muchas formas de relación con otros pueblos, como por ejemplo lo era participar en los Grupos de Trabajo que discutieron el texto del proyecto de Declaración o en otras instancias de las Naciones Unidas. Por eso rechazaron cualquier limitación expresa de su derecho de autodeterminación por tratarse de un derecho inherente, que los gobiernos no podían conceder o retirar.

## Libre determinación en el Derecho interno

### Derecho constitucional
La libre determinación se cita en numerosas Constituciones como un principio que debe guiar las relaciones internacionales del Estado, pero normalmente no se hace referencia a cómo se aplica el derecho a la organización constitucional del Estado y respecto de los pueblos que existan dentro de las fronteras.
La vertiente interna de la libre determinación puede quedar asegurada en la medida en que las garantías democráticas sean suficientes; además, algunos Estados, como México, la reconocen expresamente a los pueblos indígenas que lo habitan. Por el contrario, la vertiente externa queda en numerosas ocasiones implícitamente prohibida. Muchas de las Constituciones afirman que la soberanía reside en la población en su conjunto, unitariamente considerada. Algunas, incluso, consagran expresamente la indisolubilidad del Estado, afirmación que en Estados Unidos se ha producido por vía jurisprudencial y en España también. Por el contrario, en Estados federales ya desaparecidos, como la URSS o la República Federal Popular de Yugoslavia, sí se reconoció constitucionalmente el derecho de autodeterminación, incluso de secesión, de las repúblicas que lo conformaban, aunque jamás se llegó a ejercer esta facultad.
El ejercicio de la libre determinación ha sido desarrollado, en algunos casos, por vía legislativa: cabe destacar la Ley soviética de Secesión y la Clarity Act canadiense.

### La Ley soviética de Secesión
Las Constituciones de la Unión Soviética habían reconocido el derecho de autodeterminación en favor de las distintas repúblicas que la componían, pero los movimientos nacionalistas se consideraron desviaciones burguesas y fueron duramente reprimidos. En el proceso de reforma que supusieron el glásnost y la perestroika, muchos de los partidos que se constituyeron tenían carácter nacionalista. Para dar un cauce a las demandas separatistas se aprobó el 3 de abril de 1990 la Ley soviética Sobre el procedimiento de secesión de una República de la Unión.
La Ley se basaba en el referéndum como medio para que la población expresara su voluntad. La consulta podría celebrarse a iniciativa del Soviet Supremo de una república o del diez por ciento de la población, y la secesión precisaba el apoyo de los dos tercios de los votos emitidos. Si el resultado era contrario a la secesión, no se podría plantear una nueva consulta hasta pasados diez años. Si el resultado era favorable, la ley preveía un período transitorio para la resolución de los problemas que pudiera producir la separación, relativos a intereses económicos, instalaciones militares o derechos de las personas, entre otros. Los residentes en la república naturales de otra zona de la Unión Soviética tendrían derecho a decidir cuál sería su estatus. Si optaban por quedarse en el nuevo Estado, deberían ser admitidos y, si la solicitaban, se les debería conceder la ciudadanía. Si optaban por abandonar su lugar de residencia, tendrían derecho a una compensación económica.
La ley fue rechazada masivamente por las repúblicas de la Unión Soviética, que la bautizaron como la ley de la no secesión por los excesivos impedimentos que establecía. El proceso de disolución de la URSS transcurrió al margen de esta norma, que no llegó por lo tanto a ser aplicada.
En enero de 2016, Vladímir Putin, en una referencia a la "creación de autonomías nacionales", acusó a Lenin y los bolcheviques de poner "una bomba atómica bajo el edificio llamado Rusia y esta, finalmente, explotó".

### La Ley sobre la Claridad

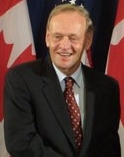
Jean Chrétien, primer ministro de Canadá, fue el principal impulsor de la Ley sobre la Claridad

En Canadá, a resultas de la presión política del nacionalismo quebequés, se ha planteado la cuestión del derecho de autodeterminación en toda su extensión. El 30 de septiembre de 1996, el primer ministro canadiense consultó al Tribunal Supremo sobre si era posible la secesión unilateral de Quebec de acuerdo con el Derecho interno e internacional. En su dictamen de 20 de agosto de 1998, el Tribunal Supremo afirmó que la Constitución de Canadá no reconocía el derecho de Quebec a la separación unilateral y que, en el ámbito del Derecho internacional, la libre determinación de los pueblos se realiza, con carácter general, por la vía de la autodeterminación interna, en el marco del Estado al que pertenecen.
No obstante, afirmó que la secesión podría ser posible fuera del ámbito constitucional e internacional si obtenía reconocimiento suficiente, y que si una clara mayoría de quebequeses se posicionara en favor de la misma, el sistema constitucional canadiense no podría permanecer impasible ante tal declaración de voluntad. El Tribunal Supremo fijó la necesidad de que la pregunta formulada en referéndum y el apoyo a la secesión fueran claros. Para concretar estos términos, la Cámara de los Comunes redactó la Ley sobre la Claridad (Loi de clarification/Clarity Act), de 29 de junio de 2000, para determinar en qué circunstancias se podría producir la secesión de una provincia de Canadá.
La ley de la Cámara de los Comunes da la potestad para decidir cuándo la pregunta propuesta para un referéndum es válida, concretando determinadas circunstancias en las que se podría rechazar por ambigua. También es la Cámara la encargada de decidir cuándo la mayoría que arrojen las urnas sería suficiente de acuerdo con el porcentaje de votos afirmativos y el nivel de participación, entre otros datos. Si tanto la pregunta sobre la secesión como el respaldo a este se consideran claros, deberá producirse una reforma constitucional que permita la secesión. En el marco de dicha reforma, se llevarán a cabo las negociaciones necesarias para el reparto de deudas; cambios en las fronteras; derechos, intereses y demandas territoriales de los pueblos aborígenes de Canadá y protección de los derechos de las minorías.
La mayoría del espectro político canadiense apoyó la Ley sobre la Claridad, y el entonces primer ministro Jean Chrétien llegó a afirmar que es uno de sus logros más importantes. Pero también se manifestaron posturas contrarias a la norma. Jack Layton, líder del Nuevo Partido Democrático, denunció en 2004 que acentuaba las divisiones en Canadá, aunque al año siguiente declaró su apoyo a la norma. Los nacionalistas afirmaron que obstaculizaba el ejercicio del derecho de autodeterminación por los quebequeses y la Asamblea Nacional de Quebec reaccionó aprobando una ley que afirmaba que ningún parlamento podría imponer restricciones en el derecho democrático del pueblo de Quebec para determinar su propio futuro. Esta ley se aprobó el 7 de diciembre de 2000, por 69 votos contra 41.